# San Antonio Silver Stars 2006
La stagione 2006 delle San Antonio Silver Stars fu la 10ª nella WNBA per la franchigia.
Le San Antonio Silver Stars arrivarono seste nella Western Conference con un record di 13-21, non qualificandosi per i play-off.

## Roster
| N° | Naz.                                 | Ruolo | Sportivo            | Anno | Alt. | Peso |
| -- | ------------------------------------ | ----- | ------------------- | ---- | ---- | ---- |
| 5  | Stati Uniti (bandiera)               | G     | Shanna Zolman       | 1983 | 178  | 70   |
| 6  | Australia (bandiera)                 | G     | Jae Kingi           | 1976 | 173  | 68   |
| 7  | Stati Uniti (bandiera)               | C     | Chantelle Anderson  | 1981 | 198  | 87   |
| 8  | Ungheria (bandiera)                  | G     | Dalma Iványi        | 1976 | 175  | 61   |
| 10 | Polonia (bandiera)                   | GA    | Agnieszka Bibrzycka | 1982 | 188  | 76   |
| 14 | Stati Uniti (bandiera)               | G     | Shannon Johnson     | 1974 | 170  | 65   |
| 32 | Stati Uniti (bandiera)               | A     | LaToya Thomas       | 1981 | 188  | 77   |
| 33 | Saint Vincent e Grenadine (bandiera) | A     | Sophia Young        | 1983 | 185  | 75   |
| 43 | Stati Uniti (bandiera)               | A     | Shyra Ely           | 1983 | 188  | 83   |
| 44 | Stati Uniti (bandiera)               | C     | Katie Feenstra      | 1982 | 203  | 109  |
| 53 | Stati Uniti (bandiera)               | A     | Kendra Wecker       | 1982 | 180  | 80   |
| 55 | Stati Uniti (bandiera)               | GA    | Vickie Johnson      | 1972 | 175  | 68   |

## Staff tecnico
- Allenatore: Dan Hughes
- Vice-allenatori: Brian Agler, Sandy Brondello
- Preparatore atletico: Tonya Holley
- Preparatore fisico: Eric Rashid